# 小南一郎
小南 一郎（こみなみ いちろう、1942年3月13日 - ）は、日本の中国文学者。専門は中国史。学位は、文学博士（京都大学・論文博士・2001年）（学位論文「楚辞とその注釈者たち」）。京都大学名誉教授。泉屋博古館名誉館長。

## 来歴・人物
1942年、京都市北白川生まれ。1964年京都大学文学部卒業。1969年、同大学院文学研究科博士課程単位取得退学。高橋和巳に師事。
卒業後は京都大学人文科学研究所助手となる。また、京都大学文学部助教授、京都大学人文科学研究所教授。2001年「楚辞とその注釈者たち」で京都大学より文学博士の学位を取得。2005年定年退官後、龍谷大学特任教授に就任。2012年に同大学を退職し、泉屋博古館館長（中国青銅器を多く所蔵）。2018年12月に名誉館長。2019年6月東方学会（一般財団法人）理事長に就任、2021年に退任後は顧問。

## 著書
- 『中国詩文選6 楚辞』筑摩書房 1973年
- 『中国の神話と物語り - 古小説史の展開』岩波書店 1984年、オンデマンド版2013年
- 『西王母と七夕伝承』平凡社 1991年
- 『楚辞とその注釈者たち』朋友書店 2003年
- 『古代中国天命と青銅器』京都大学学術出版会〈学術選書〉2006年
- 『詩経 歌の原始』岩波書店〈書物誕生〉2012年
- 『唐代伝奇小説論 悲しみと憧れと』岩波書店 2014年

## 共著・編著
- 『中国古代礼制研究 京都大学人文科学研究所研究報告』朋友書店 1995年
- 『中国の礼制と礼学 京都大学人文科学研究所研究報告』朋友書店 2001年
- 『中国文明の形成 京都大学人文科学研究所研究報告』朋友書店 2005年
- 『中国近世文芸論 - 農村祭祀から都市芸能へ』田仲一成・斯波義信共編 東洋文庫／東方書店（発売）2010年
- 『学問のかたち もう一つの中国思想史』汲古書院 2014年

## 翻訳
- 夏鼐（カ・ダイ）『中国文明の起源』日本放送出版協会〈NHKブックス〉 1984年
- 陳寿、裴松之注『世界古典文学全集24 三国志 B魏書 続』筑摩書房、1982年
- 同『三国志 C呉書』筑摩書房、1989年
  - 新版『正史三国志』- 今鷹真・井波律子共訳

ちくま学芸文庫（全8巻中、4・6・7・8巻）、1992-93年
- 道世撰『法苑珠林』中央公論社〈大乗仏典 中国・日本篇 第3巻〉1993年
- 張光直[1]『中国青銅時代』 間瀬収芳共訳 平凡社、1989年
- 張光直『中国古代文明の形成　中国青銅時代　第二集』平凡社、2000年
- 『楚辞』岩波文庫、2021年

## 論文
- 「漢字の表現」-『日本語の世界3 中国の漢字』に収録、中央公論社 1981年
※貝塚茂樹・小川環樹編、他に藤枝晃、尾崎雄二郎、大原信一、吉田恵と共著。
- 「神亭壺と東呉の文化」1993年
- 「語り物文芸の形成 - 漢から宋へ」1998年
- 「遊女と乞食 中国の小説・文芸に見る男女関係の基本形態」1998年
- 「『十王経』をめぐる信仰と儀礼 - 生七斎から七七斎へ」2000年
- 「中国古典文学研究の可能性-民衆文芸への視点」2000年
- 「「盂蘭盆經」から「目連變文」へ - 講經と語り物文藝との閒」2004年